# 丹麦国铁EG型电力机车
EG型电力机车是德国西门子交通集团为丹麦国家铁路公司设计制造的一种双电流制大功率电力机车，也是“欧洲短跑手”（EuroSprinter）系列电力机车车型之一，适用于供电制式为15千伏16⅔赫兹的低频单相交流电、25千伏50赫兹工频单相交流电的电气化铁路。

## 发展历史
1998年，连接丹麦西兰岛和菲英岛的大贝尔特桥建成通车，基本构成了哥本哈根—帕兹堡—汉堡的直通铁路线。此后，随着连接丹麦和瑞典的厄勒海峡大桥于2000年建成通车，正式消除了北欧斯堪的纳维亚与欧洲大陆之间实现直通铁路运输的最后一个障碍，德国一丹麦一瑞典的铁路通道从此成为现实。为了满足三个国家之间的过境铁路货运需求，丹麦国家铁路公司决定购置一种新型货运电力机车，既要适用于采用25千伏50赫兹工频单相交流电的丹麦电气化铁路，又要适用于15千伏16⅔赫兹的低频单相交流电的德国和瑞典电气化铁路。由于大贝尔特桥和厄勒海峡大桥都有海底隧道通道，两端最大坡度达到15.6‰，因此机车被要求具有较大牵引能力，足以在任何粘着条件下牵引2000吨货物列车顺利通过两条隧道。
基于上述考虑，丹麦国家铁路公司决定订购一种Co-Co轴式的六轴大功率电力机车，经过招标和评标过程后，这笔机车供应合同最终由西门子交通集团夺得，並於1997年8月22日簽約。新机车被定型为EG型，在“欧洲短跑手”（EuroSprinter）系列的ES64F型电力机车（德国铁路152型电力机车）基础上进行开发，同样采用了模块化设计。机车采用三相交流传动、水冷GTO牵引变流器、异步牵引电动机，持续功率为6500千瓦。
此等機車於1999年8月3日在西門子交通廠房下線並正式亮相，當中首批6台於翌年7月1日正式投入服務。
由於丹麦国家铁路貨運部門已於2001年併入雷力昂公司（今德鐵信可鐵路），此等機車在丹麦国铁只配屬了一年，目前屬於德鐵信可鐵路（丹麦分公司）資產。

## 技术特点

### 总体结构
EG3100型电力机车是六轴大功率干线货运用电力机车，车体采用整体承载结构及模块化设计，两端各设有一个按ES64F型電力機車標準設計的司机室，司机可在任何一端司机室对机车进行控制；车内设备采用两侧屏柜化斜对称布置，并设650毫米寬中间贯通走廊。每台机车车顶设有两台8WL0129型单臂式受电弓，其他车顶外置设备包括真空断路器、接地开关、避雷器、高压连接器等高压设备。牵引变压器采用卧式悬挂结构，並安裝於車底中央鋼箱內。机车轴式为Co-Co，持续功率为6500千瓦；机车轴重为22吨。

### 电气系统
EG3100型电力机车是交—直—交流电传动的单相工频交流电力机车，机车主电路由主变压器、牵引变流器、牵引电动机三大部分构成。接触网导线上的25千伏单相工频交流电电流，经受电弓、主断路器进入机车后再输入主变压器（而該變壓器二次繞組上加入額外抽頭，以便在不同電壓的鐵路上行走），交流电经过主变压器的6个牵引绕组降压后，经过3组四象限脉冲整流器整流为直流电，然后向一组中间直流回路供电，再由2组牵引逆变器转换成三相交流电输出，每组逆变器向三台异步牵引电动机供电，实现机车的轴控驱动，使牵引电动机产生转矩，将电能转变为机械能，经过齿轮的传递驱动轮对。
EG3100型机车采用了西门子公司研制的VVVF牵引变流器，其中四象限整流器和PWM逆变器均由相同的水冷GTO变流模块组成。牵引电动机采用由西门子公司研制的三相誘導牵引电动机，额定功率为1625千瓦，冷却方式为强迫通风，采用直接转矩控制（DTC） 。

### 控制系统
EG3100型电力机车装载了西门子公司开发的“SIBAS 32”微机控制系统和列车通信网络（TCN），而其操作介面設計參考ES64F型電力機車。“SIBAS 32”系统采用集散控制模式，由中央控制单元（CCU）、牵引控制单元（TCU）、辅助控制单元（ACU）、液晶显示屏（HMI）和外设智能接口（KLIP）构成，并采用两级网络控制系统进行数据通信，由绞线列车总线（WTB）和多功能车辆总线（MVB）两级网络构成，使机车控制系统具有控制、监测、传输、故障诊断、显示和存储功能；主逆变器由TCU控制，CCU负责对机车进行全面管理，机车内所有电子控制装置、显示器等都通过MVB相连，两台或以上重联机车之间的通讯则通过WTB实现。